# Тамуин (археологический памятник)

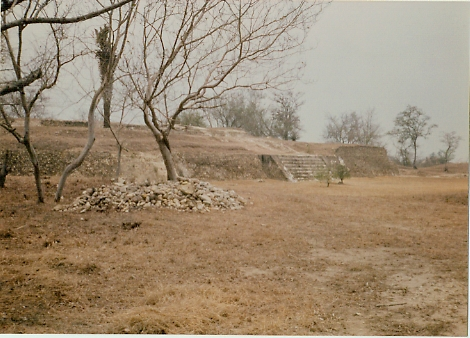
Уастекские руины в Тамуине.

Археологическая зона Тамуин на территории современного мексиканского муниципалитета Тамуин содержит руины нескольких поселений культуры уастеков, относящихся к XIII—XVI векам и разрушенных вскоре после испанского завоевания. По архитектурным характеристикам сооружения Тамуина похожи на сооружения центральной части Мексики, а технология сооружения, напротив, сближает Тамуин с памятником предположительно тотонакской культуры, Семпоала в штате Веракрус.
Одной из достопримечательностей Тамуина является найденная в 1917 году скульптура, известная под названием «Уастекский юноша» («El adolescente huasteco»). Этот шедевр доиспанского искусства, по-видимому, изображает молодого бога Кетцалькоатля. Также примечательна настенная роспись на одном из алтарей, изображающая людей в богатых нарядах.
Среди архитектурных элементов, характерных для Тамуина, выделяются циркулярные сооружения.
Одним из артефактов Тамуина представляет собой скульптуру, которая была найдена в 1917 году, который известен под названием «Подросток-уастек» и рассматривается как шедевр доиспанской искусства разработанные этой культуры и, по-видимому это представление бога Кецалькоатля молодым. В нём также подчеркивается, что росписи охватывает один из алтарей, которые представлены набором квадрациклов, богато одетая символы, между архитектурных элементов, характерных для Тамуина занимают видное место на циркуляры.